# Tom y Ray Magliozzi
Thomas Louis Magliozzi (nacido el 28 de junio de 1937  y fallecido el 3 de noviembre de 2014) y su hermano Raymond F. Magliozzi (nacido el 30 de marzo de 1949) fueron copresentadores del programa de radio Car Talk, donde eran conocidos como Click y Clack, los Tappet Brothers. Su programa fue premiado en 1992 con el Peabody Award.

## Carrera de Tom

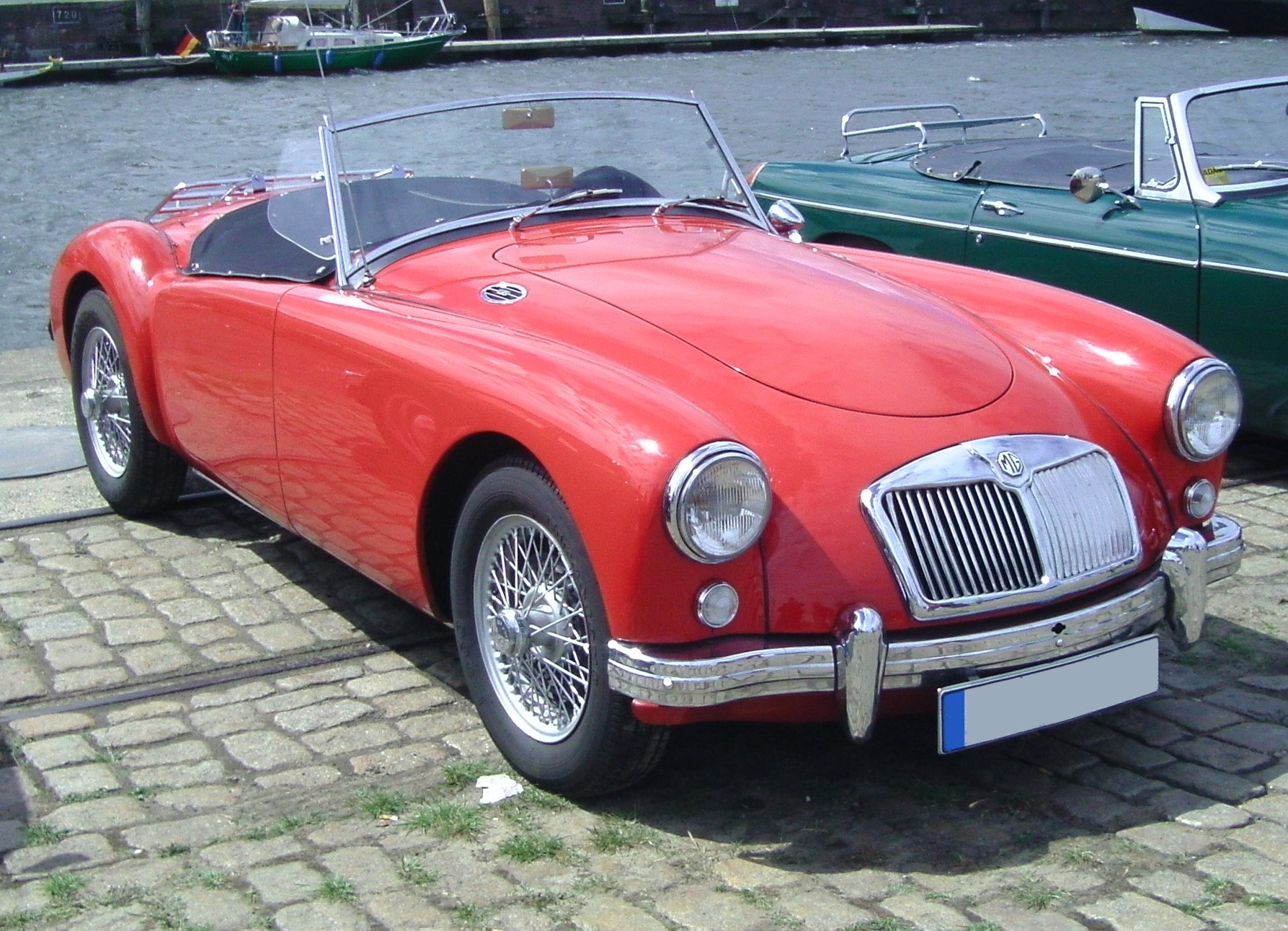
MG A como el que tuvo Tom Magliozzi.

Tom Magliozzi nació en East Cambridge, Massachusetts, y atendió a las escuelas Gannett School, Wellington School, Cambridge Rindge and Latin School (Rindge Tech), y al Massachusetts Institute of Technology.
Durante sus estudios en el MIT participó durante varios años en la Fuerza Aérea Air Force Reserve Officer Training Corps (Air Force ROTC).
Fue propuesto para el Cuerpo Avanzado (Advanced Corps) en el que podría pasar 4 años y salir convertido en oficial. La gente le decía que era todo un honor. Fue a la entrevista y un oficial muy serio le dijo:

‘When you entered MIT you had a choice of Army ROTC or Air Force ROTC. Why did you choose the Air Force?"‘
‘Cuando entró en el MIT tenía la opción de la ROTC del Ejército y de la Aviación. ¿Por qué escogió Aviación?’

Reflexionó un momento y le dijo muy serio:

‘Because, Captain, I look so much better in blue than brown. Don't you think?‘
‘Porque me sienta mucho mejor el azul que el marrón, ¿no cree, mi capitán?’

A la semana recibió una carta de rechazo. Tom dijo: 

‘They couldn't take a joke.‘
‘No sabían encajar una broma.’

Después de graduarse pasó 6 meses como cocinero en las Fuerzas Armadas para cumplir con la Reserva y no tener que ser reclutado obligatoriamente por 2 años. Estuvo en Fort Dix, New Jersey, India Company, Fourth Training Regiment. Se metía todo el rato en líos porque no podía cerrar la boca.
Todas las mañanas de los sábados después de una caminata por los bosques de New Jersey el sargento McNeeley acudía a los barracones y anunciaba:

‘Everyone will go on pass this weekend... except Praaaaaavit Magggleeeeozzzzi.‘
‘Todos tendrán pase este fin de semana... excepto el soldadooooo Magggliiiozzzzi.’

Tom recibía el anuncio con una carcajada y eso le fastidiaba más al sargento.
Tom se graduó en la MIT Sloan School of Management. Después trabajó para la división de semiconductores de Sylvania en Woburn, Massachusetts, Lo dejó a los 6 meses porque se aburría.
Más adelante trabajó para Foxboro Company, donde fue el administrador para el lejano oriente. Viajó a Singapur, Taiwán y Filipinas. Fue el director de planificación a largo plazo.
Mientras estudiaba su MBA en la Northeastern University y daba clases a tiempo parcial en las universidades locales.
Cada día tenía que viajar una hora de Cambridge a Foxboro y otra hora de vuelta.
Un día cuando iba al trabajo en su MG-A y tuvo un grave accidente con un camión en la Ruta 128. Se preguntó:

‘If I had bought the farm out there on Route 128 today, wouldn't I be bent at all the LIFE that I had missed?‘
‘Si mi hubiera ido al otro barrio hoy, ¿no me hubiera fastidiado perderme toda la vida?’

Fue a hablar con su jefe, se despidió y pasó dos años reflexionando y haciendo trabajos esporádicos como pintar apartamentos en su edificio para algunos inquilinos.
Un día su amigo Norm Rice pensó que su vida no estaba completa porque no esquiaba. De manera que lo llevó a esquiar una noche después de una tormenta heladora y le dijo:

‘It's easy. Don't bother with the lessons. Just follow me.‘
‘Es fácil. No te preocupes por las clases. Sígueme.’

Tom pasó la noche en el hospital y 2 meses con muletas. Se acordó de Norm siempre que le fallaba la rodilla y se caía en la calle.
Entonces vivía en un edificio de apartamentos de alquiler. Si un apartamento necesitaba un repitando, el arrendador proporcionaba la pintura pero no la mano de obra. Tom puso un cartel en el que se ofrecía a pintar por 50 USD la habitación. Así subsistió unos meses.
El International Marketing Institute le contrató para ir 2 meses para impartir un curso de desarrollo ejecutivo en Arabia Saudí. Siguió trabajando para el IMI durante varios años en países lejanos como Kuala Lumpur.
Tom inventó el taller de reparaciones para aficionados en el que alquilaba espacio y herramientas, que puso en marcha en 1973 junto con su hermano Ray.
Además del programa de radio local Tom trabajaba un día o dos a la semana en la consultora Technology Consulting Group, dirigida por un antiguo compañero del MIT, Mike Brose, e impartió clases en las universidades locales.
Además de trabajar en el taller, la consultora e impartir clases, se apuntó como estudiante de doctorado en la Universidad de Boston y tardó 9 años en sacar su doctorado en Marquetin de la Boston University School of Management.
Mientras trabajaba en la radio conoció a su segunda esposa.
Tom decidió abandonar la docencia.

‘I reached (through deep thought, meditation and prayer) a miraculous epiphany: Teaching sucks.‘
‘Tras una profunda meditación y oración llegué a una revelación: La docencia apesta.’

Dimitió y el decano le pidió que se quedara. Se quedó y luego volvió a dimitir para siempre después de 8 años de docente como doctor.
Tuvo un descapotable Dodge Dart de 1963 que fue declarado siniestro total tras un accidente. En 1999 tenía un MG TD de 1952.
En 1999 los dos hermanos dieron conjuntamente el discurso de la ceremonia de graduación del MIT.

### Citas de Tom
En sus intervenciones Tom siempre decía frases brillantes como:

‘It’s only a car.

Do it while you’re young. You may never have another chance to do anything this stupid again!

Happiness equals reality minus expectations.

How do you know if you’ve got a good mechanic? By the size of his boat.

If money can fix it, it’s not a problem.

Our humility is what makes us great.

Non Impediti Ratione Cogitationis (Unencumbered by the Thought Process). Tom's self-proclaimed motto.

If it falls off, it doesn’t matter.

I like to drive with the windows open. I mean, before you know it, you're going to spend plenty of time sealed up in a box anyway, right?‘
‘¡Sólo es un coche!

Hazlo mientras eres joven. ¿Puede que nunca tengas otra oportunidad de hacer algo tan estúpido!

La felicidad es realidad menos expectativas.

¿Cómo sabes si tienes un buen mecánico? Por el tamaño de su barco.

Si el dinero puede arreglarlo, entonces no es un problema.

Nuestra humildad es lo que nos hace grandes.

El lema de Tom era Non Impediti Ratione Cogitationis: No deteriorado por el acto de pensar.

Si se cae, es que no importa.

Me gusta conducir con las ventanillas abiertas porque antes de que te des cuenta vas a pasar mucho tiempo encerrado en una caja. ’

Sobre su relación matrimonial:

I have my own law of marriage. It is more important to be happy than to be right. And you may know that you are right. I am always right. When I have an argument I am always right. But, being the clever fellow that I am, I never try to prove to her that I am right. And she thinks that I am a dummy, that I am always wrong. But she loves me.
Tengo mi propia ley de matrimonio. Es más importante ser feliz que tener la razón. Puedes saber que llevas la razón. Yo siempre tengo razón. Cuando tengo una discusión siempre llevo la razón. Pero, siendo el tipo listo que soy, nunca intento convencerla de que tengo la razón. Y ella cree que soy tonto, que siempre estoy equivocado. Pero ella me ama.

## Carrera de Ray
Ray Magliozzi nació en Cambridge, Massachusetts y pasó sus primeros años en East Cambridge. Su madre no le dejaba ver la televisión y lo mandaba a la cama a las 19:00. Su abuela vivía con ellos y cuando lo llevaba de compras lo hacía cantar y bailar delante de sus amigas. A Ray siempre le gustó desmontar cosas y volverlas a montar una y otra vez. Vivía junto al Museo de la Ciencia y su padre le solía llevar los domingos. Asistió a la Gannett School durante 7 años.
Su hermano Tom le lanzó una pelota de béisbol a la cara y le rompió la nariz.
Más tarde asistió al MIT. Dentro de sus estudios se unió a VISTA (the Volunteers in Service to America program) y pasó un año en Texas dando clases para adultos y organización comunitaria. Allí conoció a su esposa Monique con quien se casó al volver a Cambridge para seguir estudiando en el MIT otros 2 años. Se graduó en Ciencias y Humanidades en 1972 y comenzó a dar clases de ciencias en Bennington, Vermont. Allí no se encontraba a gusto debido al frío y a la acogida de los lugareños. En 1973 volvió a Cambridge y junto a su hermano Tom montó el taller de reparación de coches del tipo hágaselo usted mismo llamado Hacker's Haven.
El taller alquilaba herramientas y espacio a automovilistas para que arreglaran sus vehículos. Su anuncio era: 

‘Good News Garage. U-do-it or We-do-it. Auto Repair.‘
‘Lo haces tú o lo hacemos nosotros. Reparación de automóviles. Garaje Buenas Noticias.’

El taller no era rentable y perdieron dinero, pero sin embargo, los dos disfrutaron la experiencia y se hicieron conocidos por su negocio innovador y diferente a lo habitual.
En 1977 fueron invitados a participar en Boston en un panel de expertos en automoción en la emisora WBUR-FM, afiliada a la National Public Radio.
Posteriormente convirtieron el taller en un taller de coches normal llamado Good News Garage.
Ray pasó años acudiendo al taller a las 08:00 para trabajar junto a 4 empleados. Además participó en el programa semanal de Car Talk, hizo pruebas de coches nuevos y escribió en la web de Car Talk.
Ray tiene dos hijos: Louie y Andrew.
En 1999 Ray tenía un Dodge Colt Vista de 1987.

## Car Talk

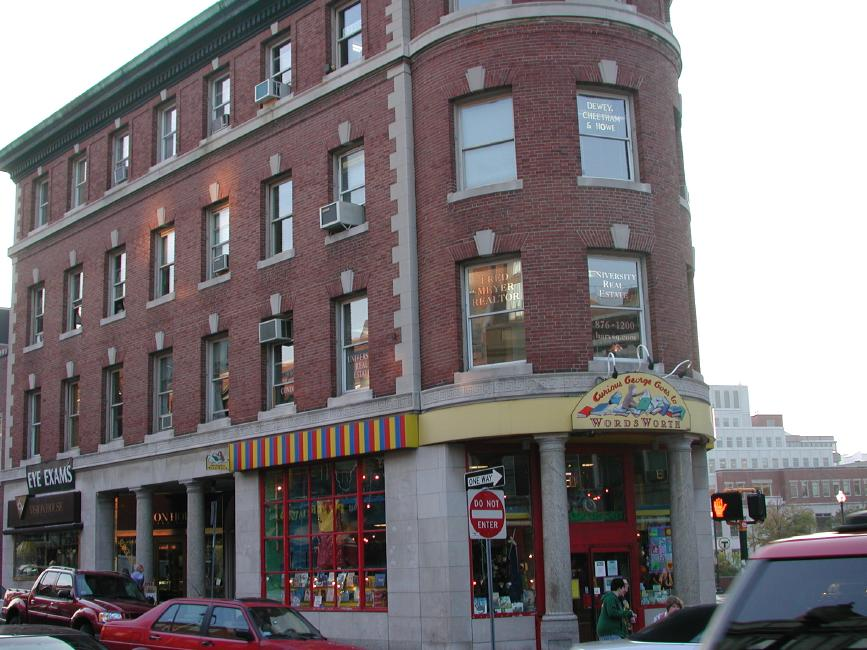
Oficinas de los productores de Car Talk: Dewey, Cheetham and Howe, Cambridge, Massachusetts.

La emisora local WBUR-FM de Boston buscaba gente para participar en un panel de expertos en automoción y llamaron a Ray. Ray pensó que participar era una mala idea y mandó a su hermano Tom. De todos los convocados al panel sólo acudió Tom y pudo intervenir durante todo el programa. A la emisora le gustó su intervención y le pidió que volviera a la semana siguiente. Volvió con su hermano Ray y siguieron realizando un programa semanal de ámbito local. En enero de 1987 el programa  se comenzó a emitir por la cadena NPR a nivel nacional en Estados Unidos como sección dentro del programa Weekend Edition de Susan Stamberg.
A los 9 meses el programa de radio Car Talk debutó como programa independiente en la NPR. En 1992 Tom y Ray ganaron el premio Peabody Award por Car Talk 

‘Perhaps more appropriately named “Zen and the Art of Automobile Maintenance,” this entertaining and informative show takes us simultaneously under the hood and into the mind of its vast listening audience. Each week, master mechanics Tom and Ray Magliozzi provide useful information about preserving and protecting our cars. But the real core of this program is what it tells us about human mechanics. It teaches us that we all need to change our oil regularly, flush our cooling system, and keep our wheels in balance. The insight and laughter provided by Messrs. Magliozzi, in conjunction with their producer Doug Berman, provide a weekly mental tune-up for a vast and ever-growing public radio audience. To “Click,” “Clack,” and the pit crew and Car Talk, a Peabody Award.‘
‘Quizás sería mejor llamarlo Zen y el arte del mantenimiento del automóvil. Este programa entretenido e informativo nos mete bajo el capó y dentro de la mente de su vasta audiencia. Cada semana los maestros mecánicos Tom y Ray Magliozzi proporcionan información útil para proteger y mantener nuestros coches. Pero el corazón de este programa es lo que cuenta de la mecánica humana. Nos enseña que todos tenemos que cambiar el aceite regularmente, cambiar el líquido refrigerante y mantener el contrapesado de las ruedas. El conocimiento y la risa que nos dan los hermanos Magliozzi junto con su productor Doug Berman, proporcionan una puesta a punto a su numerosa y creciente audiencia. Para Click y Clack, su equipo y para Car Talk, entregamos el premio Peabody Award.’

Tom y Ray continuaron trabajando en su taller mientras producían Car Talk.
El 8 de junio de 2012 se anunció que dejarían de producir más episodios a partir de septiembre de 2012. NPR continuó ofreciendo reposiciones de programas anteriores.
Tras la muerte de Tom en 2014 el productor del programa Doug (the Subway Fugitive) Berman dijo:

‘Tom and his brother changed public broadcasting forever. Before Car Talk, NPR was formal, polite, cautious….even stiff. By being entirely themselves, without pretense, Tom and Ray single-handedly changed that, and showed that real people are far more interesting than canned radio announcers. Every interesting show that has come after them owes them a debt of gratitude. The guys are culturally right up there with Mark Twain and the Marx Brothers, They will stand the test of time. People will still be enjoying them years from now. They’re that good.‘
‘Tom y su hermano cambiaron la radio para siempre. Antes de Car Talk la NPR era formal, educada, cautelosa y hasta estirada. Siendo ellos mismos, sin pretensiones, Tom y Ray cambiaron eso y mostraron que la gente normal era mucho más interesante que los presentadores de radio enlatados. Todos los programas de radio interesantes que han venido después les deben gratitud. Estos hombres están ahí arriba con Mark Twain y los Hermanos Marx. Aguantarán el paso del tiempo. La gente disfrutará de ellos durante muchos años. Son así de buenos.’

El programa Car Talk se emitió a nivel nacional en Estados Unidos desde 1987 hasta 2012 en la cadena pública NPR, siendo uno de los programas más escuchados de la cadena. En noviembre de 2014 se seguían emitiendo reposiciones en 660 emisoras afiliadas a la NPR siendo uno de los programas con mayor audiencia en la cadena pública.

## Otros trabajos
Además del trabajo en el programa de radio Tom escribió para CarTalk.com y trabajó en su propia consultoría.
En 1999 su columna Click and Clack Talk Cars se publicaba en 200 periódicos.
En 2006 Tom y Ray aparecieron en la película de animación de Pixar Cars, donde eran los propietarios del coche Rust-eze, que descubre Lightning McQueen y le da su primer éxito. Tom aparece como un Dodge Dart descapotable de 1963, que es una referencia a su propio Dodge Dart de 1963 que tuvo durante años y que era mencionado con frecuencia en Car Talk.
Ray aparece como una furgoneta Dodge A100 de 1964.
En la película los dos se dicen 

‘Don't drive like my brother.‘
‘No conduzcas como mi hermano.’

 que era la frase con la que terminaban todos los programas de radio.
Los hermanos Magliozzi también aparecieron en un episodio de la temporada 7 de Arthur de la emisora PBS Kids, llamado Pick a Car, Any Car,
que se emitió el 25 de noviembre de 2002. El coche de Arthur hace un ruido muy raro. Antes de llamar a la grúa Arthur les llama y ellos diagnostican que el ruido procede de un sonajero metido por el tubo de escape.
En 2008 los hermanos protagonizaron su propia serie animada en la PBS Click and Clack's As the Wrench Turns, donde los personajes tenían un taller y presentaban un programa de radio.
En 2008 el programa se emitía en 600 emisoras con una audiencia de 4,3 millones de oyentes.

## Muerte de Tom
El 3 de noviembre de 2014 Tom murió a los 77 años en Belmont, Massachusetts, debido a complicaciones de la enfermedad de Alzheimer.
En noviembre de 2014, en el programa 1445 de Car Talk Ray recopiló una serie de momentos hilarantes del programa Car Talk como homenaje a su hermano Tom.

## Premios y reconocimientos
- Peabody Award (1992)
- Discurso de graduación en el MIT (1999)[7]